# Operation Flashpoint: Cold War Crisis
『Operation Flashpoint: Cold War Crisis』（オペレーション フラッシュポイント: コールド ウォー クライシス、略称：OFP: CWC）、またはArmA: Cold War Assaultは、チェコのソフトハウス Bohemia Interactive Studio (BIS) 社が開発し、イギリスのCodemasters社が2001年6月22日に発売を開始したWindows用FPSである。

## 概要
リアルな戦場シミュレーションを売りとしており、戦場のシビアさを再現したリアリティとオープンワールド型の大規模な戦場を表現し、多くのプレイヤーを獲得した。本作では多くのFPSゲームと異なり、銃器の射程、威力、装弾数、リロード速度といった要素が現実に忠実に再現されている。またキャラクターの移動速度も通常の人間と大差無く、現実の人間同様、1発でも銃弾を浴びれば行動不能に陥る（キャラクターが復活する事も無い）。また、ゲーム内では伏せや匍匐前進など、実際の兵士と同様のアクションを取る事ができる。それ以外のフィールドの面積や構成、ミッションの内容なども極めて現実的に設定されている。このように本作は、非常にリアリティを重視した内容となっており、その結果、ゲーム内でのプレイヤーの行動も必然的に実際の戦場の兵士に近い物となる。そういった点が高く評価され人気を集めた。

## シリーズ展開
本体であるOperation Flashpoint: Cold War Crisisの後に、拡張パックであるOperation Flashpoint Gold Upgrade（日本ではRed Hammerとして発売。Red HammerはCodemastersが独自に開発したキャンペーンの名前である）とOperation Flashpoint: Resistanceが発売された。本体と拡張パックがセットとなったOperation Flashpoint: Game Of The Year Edition（通称GOTY）も発売された。
その後も長期的にパッチによるマイナーバージョンアップが行われ、2004年4月19日にはバージョン1.96がリリースされた。
またタイトル変更に伴い、2011年6月24日には7年振りの新バージョンとなるバージョン1.99がリリースされた
（Cold War Crisis本体のみでバージョン1.00～1.46まで、Resistance拡張パック導入でバージョン1.75～1.96までアップデート可能。CWC本体を所持している場合は、パッチをダウンロードしてArmA:CWA(バージョン1.99)にアップデートできる）。
日本ではImagineer社が代理店として発売していたが、付属キャンペーンのシナリオ翻訳ガイド（日本語翻訳テキスト）が同梱されたのみで日本語版は製作されていない。過去に日本語版の発売が予定されていたが、完全な日本語版の開発が不可能と判断され発売・開発が中止されている。
シングルプレイおよびマルチプレイに対応しているが、シングルプレイが最も盛んである。また、数多くのMODがリリースされた。この理由は、AddonとModの節を参照。
軍事機関向け派生作品としてDARWARS Ambush!、VBS1が存在する。2005年にXbox版のOperation Flashpoint: Elite (OFP: Elite) が発売された。続編に関しては、続編・移植の展開の節を参照。

## ストーリー
ここでは、1985年前後を舞台とした冷戦下の戦いを描いた、公式からリリースされた3つのストーリーについて記述する。なお、OFP: CWCのゲーム中ではこれらのストーリーはキャンペーンという連続したミッションから成っている。これについては後述する。

### Cold War Crisis (CWC)
世界が未だ冷戦の中にあった1985年。ソビエト連邦のミハイル・ゴルバチョフによって進められていたペレストロイカに反発するGuba将軍率いる勢力が、叛乱軍を率いて軍事拠点であるKolgujev島を制圧、さらに、Everon共和国、そして、NATOの拠点であるMalden島の攻略に乗り出した。有効な打開策を見出せないモスクワはNATOに協力を要請し、叛乱軍の鎮圧に向けた戦いが始まった。

#### 登場人物
David Armstrong
アメリカ軍に所属する若き兵士。訓練に来ていたMalden島で否応なくソ連軍との実戦に加わることとなる。
James Gastovski
元アメリカ軍特殊部隊員で、Nogova共和国での出来事の後退役し、Malden島で小さな航空会社を営んでいた。Gubaの侵攻に際しDavid達の行動を助けるため、かつての上官の要請を受け再び暗躍する。が、Guba将軍との直接対決が近づくと、数年前の決着をつけるべく表舞台に立つ事となる……。
Robert Hammer
アメリカ軍の戦車兵。訓練を終えたばかりだが、この緊急事態の為実戦に参加することになる。当初はM60に搭乗していたが、上官が死んだので後任としてM1A1を与えられた。
Sam Nicholls
アメリカ軍の航空機パイロット。各地で戦闘支援などに当たっていた。しかし、ある時、整備不良により乗機が故障、身一つで敵地に投げ込まれる……。
Colonel Blake
アメリカ軍のMalden列島指揮官。Everon島でソ連軍が活動を開始した事に際し、退役していたGastovskiを呼び寄せた。
General Guba
本名Aleksei Vasilii Guba。Resistance時の階級は大佐。Dentist(歯医者)の異名を持つソ連過激派の将校で、彼のクーデターによりCold War Crisisの物語は引き起こされた。
Angelina
Gubaの秘書。

### Red Hammer (RH)
もうひとつのCold War Crisis。Cold War Crisisと同じ時間軸の話をソ連軍側から描いたもの。日本では通称「赤浜」とも呼ばれる。ソ連軍の兵士Dmitri Lukinは、ソ連軍の一員として、各島でアメリカ軍の勢力を蹴散らす任務を帯びている。過酷さを増す戦況の中で、Lukinは生き延びなくてはならない。

#### 登場人物
Dmitri Lukin
ソ連軍特殊部隊スペツナズの隊員。当初は何の疑問も持たずに今回のクーデターに参加していたが、やがて・・・。

### Resistance (RES)
CWCより遡ること数年。かつて、レジスタンスとしてソ連軍と戦った男、Victor Troska。彼は、戦いを止め、故郷Nogova共和国で静かな暮らしを送っていた。ところがそこに、上層部の命を受けたGuba大佐率いるソ連軍が侵入。Nogovaは戦火に晒されることとなる。戦争の現実を見、戦いに疲れていたVictorには、抵抗する意思はなかった。しかし、そんな彼にも決断の時は訪れた……。

#### 登場人物
Victor Troska
かつて数々の戦場を体験してきた元兵士。James Gastovskiの旧友。戦いに疲れ、故郷で平和な暮らしを送っていたが、ソ連軍の侵攻の為、否応無しに再び戦場へと駆り出される事となる。

## システム
歩兵による戦闘を中心として構成されており、他のFPSには見られない極めて広大なフィールド（その広さは20km四方にも達する）の中で、分隊を基本単位とした大人数の兵士が戦術的な作戦行動を取って戦うことができる。プレイヤーは、東西（アメリカ軍とソビエト軍）または、民兵（レジスタンス）のいずれかの陣営に属する一兵士として、リーダーに従って行動したり、リーダーとして各兵士に命令を出し、敵対陣営の兵士を倒しながら、ミッションを遂行していく。
人間の兵士は極めて脆く設定されており、頭部や胸部を攻撃されると一撃で死に至る。特に戦車などの装甲ユニットとの戦力差は絶望的な程で、戦車とやむなく対峙せざるを得なくなった時の緊張感など、リアルな戦場のイメージが再現されている。

### ゲームモード
OFP: CWCには3つのゲームモードと1つのエディットモードが用意されている。即ちCampaign Game（キャンペーン）、Single Mission（シングルプレイ）、Multi Player（マルチプレイ）、Mission Editor（ミッションエディター）である。
Campaignはストーリーなどを持った連続性のあるミッションの集合体で、先に示した3つの公式ストーリーも全てCampaignでプレイすることができる。Single Missionは単発のミッションで、Multi Playerはインターネット回線を通じて複数のプレイヤーと同時にプレイするミッションである。
いずれの場合もゲームシステム的な違いはないが、特にMulti Playerではプレイヤー同士の対戦を重視した特別なルールのミッションが重用される傾向にある。
Mission Editorはユーザが新たに自らの手で独自のミッションを製作するために用意されたモードである。自由にユニットをフィールドの各地に配置し、目的やイベントなどを用意することができる。後述するAIの完成度等により、ただユニットを配置しただけのような簡単なミッションでもそれなりなゲームを楽しむことが出来、このモードの存在意義を大きくしている。
また、内部スクリプト等もかなり汎用的なものが用意されており、ミッションの幅や製作自由度を大きく広げるのに成功している。さらに、ゲーム外での設定も行うことにより、ミッションのみにあらず、キャンペーンも自由に製作が可能となっている。
こうしたキャンペーン・ミッションは、完成されると様々なコミュニティで公開され、他のプレイヤーに吟味される運命にある。

### 操作
操作体系は一般的なFPSスタイル（いわゆるW、A、S、Dで移動し、マウスで体の向きを変え、左クリックで攻撃するタイプの操作）である。ただし、ジャンプなどの派手な動きを取ることはできない。
この他のゲームプレイに重要なキーには、E（ダッシュ）、R（弾倉のリロード）、V（武器視点）、Q（しゃがみ）、Z（匍匐）、M（マップと目的の確認）、B（双眼鏡）、Space（武器選択）、マウスホイールクリック（行動選択）、1～9（命令）などがある。
なお、車両、戦車、ヘリ、航空機、ボートなどでは、上記とは、異なる操作をする必要がある。ただし、シミュレーションゲームと比べると操作は非常に簡略化されており、乗り物についてはアーケードゲーム感覚で扱うことができる。

#### 忘れられがちな操作法
Time Acceleration/Time Deceleration（時間加速/時間減速）
デフォルトの設定では、日本語キーボードでは対応していないキーに配置されているため、使用することができない。適宜設定し直す必要がある。時間の非常に掛かる移動や、待ち伏せ、防衛戦などにおいて敵が出現するまでの時間短縮を図り、ゲームのテンポを良くすることができる。ただし、使用しすぎると、いざという時に敵の攻撃に反応できなくなる恐れがある。速度はx1/x2/x4の三段階がある。
Reveal Target（敵発見報告）
デフォルトでは設定されていない。通常、プレイヤーは目視可能な距離の敵を自動的に仲間に報告する。しかし、全ての敵を認識し報告するわけではない。そこで、このReveal Targetキーを設定し、まだ報告していない敵にカーソルを合わせ、キーを押すと、プレイヤーは仲間全員にその敵の存在を報告することができる。そうすれば、敵が見えていないAIらもその敵を認識し、速やかにこれに対処することができるようになる。極めて重要な機能である。また、自分が倒した敵の死体にカーソルを合わせて、キーを押すと敵を殺したことを報告できる。
首だけ別の方向を向く
Altキー+マウス。このキーを用いると、首だけがマウスの操作に従って向きを変える。つまり、走りながら左右を確認するとか、マウスを動かすと機体自身が向きを変えてしまう戦闘機やヘリにおいて、進行方向を変えずに横を確認するときなどに用いることができる。興味があれば、搭乗している機体の内部を観察することもできるだろう。
チートコード
Shift+'-'の後に'savegame'、'campaign'、または、'endmission'と入力する。通常にはない、特別な効果を発揮するコマンド群である。savegameは、ミッションの攻略中にどうしてもセーブしたい場合に使うと、何度でもセーブすることができるようになる。その際、古いセーブデータは上書きされる。まれにミッション側が用意していることのあるセーブ機能は、リトライポジションの更新であるが、こちらは純粋なセーブデータの更新である。campaignは、キャンペーン選択画面にて利用すると、そのキャンペーンの全てのミッションが選択可能となる。endmissionは、ミッション中に強制的にミッションを終了させることができ、何らかの理由で終了しなくなってしまったミッションや、どうしても攻略できないミッションを終わらせるために使うことができる。いずれも便利で強力な機能ではあるが、多用すると本来のゲームの面白さが損なわれることも考えられるため、利用には自己の判断で注意して行うべきである。なお、チートコードの入力中はいかなるプロンプトも表示されない。

### グラフィック
2001年に発売された本作のグラフィックは旧世代のものと成り果ててしまっており、近年登場したような新しいFPS─例えばハーフライフ2のような─とは比較対照にもならず、しかも動作もやや鈍重である。
それはOFP: CWCの意図とする広大な戦闘範囲のほかにも、描画エンジンがGlideに対して最適化されているためである。そのためOFP: CWCは、発売後数年を経た最新のパソコン構成をもってしても尚グラフィックの品質などを最高の値にして快適な動作を行うことはできず、今後とも品質を最高にすることは出来ないと言われている。しかし、グラフィックの品質を最高値にすると、AIが敵などを認識する範囲が異常に広がってしまったり、地形が変わってしまうなどゲームバランスを崩壊させる副作用が現れることが指摘されており、わざわざ最高値にする必要はないとする意見もある。

### サウンド
サウンドは現実世界の実銃などの音声とは違った比較的軽い音が用いられている。しかし、それらに適用される音響効果については結構なこだわりを見せており、雰囲気を盛り上げるのに一役買っている。さらに、いくつかの優れたアドオンがファンサイトによりリリースされている。
なお、EAX3.0以降に対応したSound Blaster上では音響効果が正常に働かないと言う報告もあり、ドライバ側での改善が望まれている。

### AI
本作のAIは屋外の歩兵に関してはかなりの完成度を誇り、2005年現在でも同等のものは殆ど無いが、随所で"コンピュータ的"な反応が見受けられることもある。
また、各種の乗り物のAIは完成度が落ちる他、特に屋内戦における歩兵AIについては非常に苦手としており、ゲームエンジンの衝突検知や建物と人間の縮尺などの問題で非常に戦い辛い事もあって、良いと言えるものではない。その為、公式のキャンペーン・ミッションや、ユーザー製キャンペーン・ミッションでは屋内での戦闘が有るものはほぼ皆無となっている。

### その他
基本的にこのゲームは、実際の訓練にも使用されるためか、「陸上の兵器や兵士が、屋外で、地面の上に立って行動する」事を前提として作られている。したがって、海や湖、川などの水中や建物、また、細かい部分に関しては、比較的いい加減に描写されていると言える。
例えば、水の中に入ったとしても水中の描写はなく（視点は一人称・三人称とも水上に固定される）、人間は泳ぐことができない。水深が人間の身長よりも深い場所に行くと溺死する（一部のAddonについては泳ぐことも可）。
建築物は、縮尺の問題で狭く戦い辛い。また、建築物や木などは地面と異なり人間に対するダメージ判定がなく、高所から建築物の屋根や木の上に落下しても死なない（これを利用して、高所から安全に着地することができる）。
物理エンジンの衝突検知にも問題があり、「物体が跳ねる」現象が起きる。例えば、人間がトラックなどの車両の下のような狭い場所に入り込もうとすると、画面全体が(正確にはプレイヤー自身が)激しく上下に震動したりする。この現象は人間以外にも発生し、何かの拍子に建築物と建築物の間などに（ヘリやBMPのような）物体が入り込んでしまうと、何もしていないのに永久に物体が激しく跳ね回る様子が見られる。
この他、プレイヤーの中でも特に改善が望まれていた問題点として、手榴弾などの爆風が、壁などの障害物を威力を弱める事なく100%貫通する事や、AIの操作する兵士が壁を貫通して移動出来る事（無論プレイヤーは通り抜けることは出来ない）が挙げられているが、OFP: CWCでは遂に解決されず続編に持ち越されている。
また、初期のバージョンでは重力の設定が異常だったことが有名で、ジープのような軽車両が攻撃を受けて吹き飛ばされると、まるでトランポリンのように遥か彼方まで飛んでいくといった異様な光景（この様子は古いバージョンを基にした体験版で確認できる）が見られた。

## 登場する兵器の一覧

### 登場する兵科
『OFP: CWC』には、役割や能力に応じて様々な兵科が設定されている。そのほとんどは西・東・レジスタンスで共通しているが、ひとつの陣営にしか存在しない兵科も存在する。しかし、ほとんどの兵科でどのようなことも（戦車や航空機の操縦すら可能）できてしまうため、あまり兵科の分類は重要でないという面もある。この中で、「絶対にこの兵科でなければならない」という代替不可能な能力を持っているのは、MedicとBlack Ops/Spets Natzのみである。一部の兵科は持てる弾薬の数が一般兵士の半分しかない（MODでは一般並みに設定されていることが多い）。
Soldier（兵士）
一般的な兵士であり、アサルトライフルと手榴弾を装備する。
Machine Gunner（機関銃手）
機関銃（分隊支援火器）を装備した兵士。弾幕を張って援護する。
Grenadier/Heavy Grenadier（擲弾手/重擲弾手）
アサルトライフルと一体化した擲弾発射器によって近接支援を行う。重擲弾兵はアサルトライフルの代わりに多弾数の回転弾倉式擲弾発射器を持つ。
Sniper（狙撃手）
狙撃銃を装備し、遠距離からの狙撃を行う。全身を草でカモフラージュしている。携帯できる弾薬数が少ない。
Hunter（猟兵）
散弾銃を装備する。発射の仕方が異なる二種類の弾薬を持つ。散弾は接近戦においてのみ、高い殺傷力を持つ。東西正規軍にはなく、レジスタンスのみの兵科である。
LAW Soldier/RPG Soldier（対戦車ロケット手）
アサルトライフルのほか、対戦車ロケット弾発射器を装備する。IFV程度までの車両を相手にするには十分な威力を持つが、MBT相手には威力不足である。
AT Soldier（対戦車ミサイル手）
アサルトライフルのほか、若干の追尾機能を備えた対戦車ミサイルを装備する。威力・射程ともにLAW/RPGロケットより優秀だが、予備弾を携行できない。
AA Soldier（対空ミサイル手）
アサルトライフルのほか、対空ミサイルを装備する。対地攻撃も可能だが、威力はLAW/RPG並み。対戦車ミサイル手と同じく予備弾の携行ができない。
Engineer（工兵）
通常のアサルトライフルに加え、強力な対戦車地雷を所持している。地雷は銃弾や爆風を受けても起爆したり破壊される事はなく、通常の兵科が撤去する事はできないが、工兵は設置された地雷を無効化・撤去する事ができる。ちなみに、西側と東側では地雷の種類が異なる。
Pilot/Crew（航空機乗組員/装甲車両乗組員）
前者は航空機、後者は装甲車両の乗組員。戦車の場合は操縦手・砲手・車長の3つを分担して操縦する。携行性の高いカービンライフルを装備し、暗視装置を持つ。だが、前述の通り通常の兵士でも操縦は可能である。
Mortar（小銃擲弾手）
アサルトライフルに加えて、銃口に装備するMortarという小銃擲弾（弾薬）を装備する兵士。手榴弾や40mm擲弾に比べて広い被害半径を誇るが、照準が表示されず、上手く命中させるまでに熟練を要する。一般的なミッションにはほとんど登場しない。西側のみ登場。
Black Ops/Spets Natz（特殊部隊/スペツナズ）
Black Opsはサプレッサーを装備した短機関銃を、Spetz Nazは携行性の高いカービンライフルを装備し、パイプ爆弾を所持する。主に単独または少人数で活動し、敵陣深くで暗殺および破壊活動に従事する。死体を隠匿（消去）する能力を持つが、AIは通常、死体を視覚で認識することは無く、また、対人においても、死体の影が跡となってしまうため、あまり必要とされない。Black Opsには通常装備仕様と、昼間用装備仕様の二種類がある。
Officer（将校）
指揮を担当する将校。分隊では分隊長を務める。頭に帽子を被り、双眼鏡や煙幕手榴弾を装備している。特殊な能力は無いが、暗視装置を持つ夜間装備仕様、拳銃を持つ拳銃仕様などに細分化されている。
Medic（衛生兵）
味方や自分自身の傷を完治させることができる。回復中は対象の負傷兵と共に無防備となるので注意が必要。また、医療器具を持ち運んでいるためか所持できる弾薬数が少ない。なお、負傷兵・衛生兵共に普通に攻撃対象になるので注意。
Civilian（民間人）
通常は非武装だが、武装して民兵となることもある。雑嚢の類を装備していないせいか所持可能な弾薬数が少ない。因みに、プレイヤーが民間人（味方も含む）を特定の人数殺すと（人数は階級で決まる）、味方・市民・レジスタンス、要は全世界を敵に回す事となる。

### 登場する火器
プレイヤーは、通常の場合、アサルトライフルなどの主力火器を1つ、ロケットランチャーなどの補助火器を1つずつ持つことができる。それらの弾薬を10スロット分持つことができ、アサルトライフルの弾倉および手榴弾などは1スロット、ロケットランチャーなどの弾頭は2ないし3スロット、威力の高い無反動砲などは6スロットを消費して所持することができる。一例として、機関銃とグレネードランチャーを装備すると、補助火器を携行することはできなくなる（弾薬のみの携行は可能）。
また、狙撃手や指揮官などが自衛用として使用する拳銃を1つ、その弾倉を4スロット分持つ事ができ、最後に特殊な装備品（暗視装置または双眼鏡）をそれぞれ1つずつ所持することができる（拳銃はv1.85より登場）。
これらの弾倉は実際の重さとは関係なく設定されている場合もあり、威力に見合わないスロット消費や、現実ではもっと多数持てるはずが3つまでしか持てない、同じスロット消費で弾丸数が2倍違うといったこと（UZIとBizonのように）がある。
西側には火器ではないが、レーザー指示器（Laser Designator）というものが登場する。A-10の誘導爆弾を誘導するためのものだが、使われているミッションはほとんど無い。
各火器の詳細な説明（ただし、現実世界における性能）は各項目を参照のこと。
火器一覧
| 火器の種類           | WEST（西側）                                                     | EAST（東側）                            | RESISTANCE（抵抗勢力）                                 |
| -------------------- | ---------------------------------------------------------------- | --------------------------------------- | ------------------------------------------------------ |
| アサルトライフル     | G36 Steyr AUG M16A2シリーズ（M16A2+M203、XM177E2、XM177Sを含む） | AK74シリーズ（AK74+GP30、AKS74Uを含む） | HK G3A4 FN FAL AK47シリーズ（AK47+GP30、AK47CZを含む） |
| 汎用機関銃           | M60                                                              | PK                                      | PK                                                     |
| 短機関銃             | HK UZI（サプレッサー付き）                                       | Bizon（サプレッサー付き）               |                                                        |
| 狙撃銃               | M21                                                              | SVD Dragunov                            | Hunting Rifle                                          |
| グレネードランチャー | MM-1                                                             | 6G30                                    |                                                        |
| 散弾銃               |                                                                  |                                         | Kozlice                                                |

| 火器の種類         | WEST（西側）            | EAST（東側）                      | RESISTANCE（抵抗勢力）            |
| ------------------ | ----------------------- | --------------------------------- | --------------------------------- |
| ロケットランチャー | LAW Launcher            | RPG Launcher                      | RPG Launcher                      |
| 無反動砲・ミサイル | Carl Gustav AA Launcher | AT4 Launcher 9K32 Strela Launcher | AT4 Launcher 9K32 Strela Launcher |

| WEST（西側）                       | EAST（東側）                                              | RESISTANCE（抵抗勢力）                                    |
| ---------------------------------- | --------------------------------------------------------- | --------------------------------------------------------- |
| Beretta 92F Glock 17/Glock 17S S&W | Tokarev T33 Sa61 Scorpion（携行性により拳銃に分類された） | Cz75 Sa61 Scorpion Ingram（携行性により拳銃に分類された） |

### 登場する車両・航空機など
『OFP: CWC』には複数の戦車や航空機などが登場する。下記の他にもトラバントなどの家庭用乗用車、バイク、ボートや家庭用のセスナ機などが存在する。プレイヤーはこれらの乗り物に搭乗して操縦することができる。
戦車や装甲車、航空機およびヘリコプターは、操縦手、砲手、指揮官の3名あるいは指揮官を抜かした2名で制御を分担して運用し、兵員の輸送を目的とした機体には、さらに、後部座席に数名から数十名の兵員を同乗させることが可能である。なお、現実世界では砲弾の装填手を入れて4名で運用しなければならない兵器も存在するが、『OFP: CWC』では砲弾は自動装填されるため、そういった場合でも3名となっている。
なお、1名で運用することも可能であるが、その場合は人員の搭乗していない制御部分の機能が制限されてしまう（移動はできるが射撃はできない、射撃はできるが移動はできないなど）。
各兵器の詳細（ただし、現実世界における性能）は各項目を参照のこと。
兵器一覧
| 兵器の種類            | WEST（西側） | EAST（東側） | RESISTANCE（民兵）             |
| --------------------- | ------------ | ------------ | ------------------------------ |
| 主力戦闘戦車（MBT）   | M1A1 M60     | T-80 T-72    | T-80（鹵獲） T-72（鹵獲） T-55 |
| 歩兵戦闘車（IFV）     | M2A2         | BMP-1 BMP-2  | BMP-1（鹵獲） BMP-2（鹵獲）    |
| 装甲兵員輸送車（APC） | M113         |              |                                |
| 自走式対空砲          | Vulcan       | Shilka       |                                |
| 装甲車                |              | BRDM         |                                |
| トラック              | 5t Truck     | Ural         | PV3S                           |
| 四輪駆動車            | Jeep HMMWV   | UAZ          | UAZ                            |

| 兵器の種類               | WEST（西側） | EAST（東側） | RESISTANCE（民兵） |
| ------------------------ | ------------ | ------------ | ------------------ |
| 攻撃機                   | A-10         | Su-25        |                    |
| 攻撃ヘリコプター         | AH-1 AH-64   | Mi-24 V-80   |                    |
| 輸送ヘリコプター         | CH-47D       | Mi-17        |                    |
| 偵察・軽攻撃ヘリコプター | OH-58        |              |                    |
| 汎用ヘリコプター         | UH-60        |              |                    |

## AddonとMod
OFP: CWCでは、他のゲームで類を見ないほどAddonとModの作成が盛んである。デモ版の時代からすでにデモ用非公式ミッションエディタなどが有志の手により製作され、OFP: CWCに期待していたゲーマーを大きく沸かせることとなった。製品版が発売された現在でもBohemia Interactive Studioがリリースした優れたモデリングツールであるOxygen2を始めとして、公式・非公式を問わず多くのエディット用ツールが広く公開・開発されており、AddonやModの製作を大きく助けている。
それらを使って作られるAddonの種類は様々であり、高品質なテクスチャを持った新しいユニットや武器、実際の兵器からサンプリングされたサウンドエフェクト、従来にはない新たな地形を持ったフィールド、従来のOFP: CWCでは不可能だった特殊効果やユニットの挙動を実現するもの、さらに、は上空の雲の新しいテクスチャ (llaumax) にいたるまで、あらゆる効果を持った新しいAddonが自由に作られている。
例えばヘリからのリペリングや緊急車両のサイレンと灯火の作動、ロボット兵器のジャンプと滑空、無人偵察機の操作、航空機への車両の積載、車両への偽装ネットの装着、水泳、スターゲイトといった、発売当初は全く考えられなかった動作や活動が行えるようになった。また、人物のみならず動物のユニットも登場したり、新しい建物の追加によって第二次世界大戦頃のヨーロッパから現代的な町並みまで再現できるようになっている。演出面でも「水面反射Addon」（本来、OFP: CWC内の水面はのっぺりとした不透明な物なのだが、このAddonは水面に反射する効果を加えてくれる。つまり水上を航行する船の姿が、水面に反射するようになるのである。）等の標準の状態とは比較にならない程の変化を見せるエポックメイキングなAddonもコンスタントに発表されており、ユーザー離れを阻止している。
このように、OFP: CWCはユーザーが参画して新たなシステムを構築できる極めて自由度の高いFPSだと言う事が出来る。
OFP: CWCにおいてシングルプレイが最も盛んな理由の一つにも、このAddonが挙げられる。通常のマルチプレイ対応のFPSでは、シングルプレイでは何度もプレイしていると飽きが来てしまうものだが、OFP: CWCの場合は前述の通り様々なAddonが日進月歩の勢いでリリースされているため、それらの追加Addonの試用や、練りに練られた展開と新たなユニットを使って行なわれるユーザー制作のキャンペーン・ミッションで豊富な楽しみを得ることが出来、極めて飽きるのが遅く、ゲームの寿命自体も大きく伸ばすこととなっている。
一方マルチプレイはどうかというと、無理なAddonやModの導入によるゲームバランスの崩壊、Addon収集の手間などのため、あまり必要以上のAddonを利用せずに開始するということが多く、また、ゲーム中の途中参加の不可、大量のプレイヤーが集まったときの重さなども影響し、シングルプレイに比べて盛り上がりに欠けるという点は否定できない。
しかし、OFP: CWC自体のミッション製作の高い自由度を生かし、広大なMAP全体を使ったRTS要素を持つCTI (Conquer the Island) など、独自のゲームプレイも行われている。
MODは、1つのテーマに沿って製作されたAddonの詰め合わせ+ミッション+キャンペーンとなっている。相当数のModが開発を宣言、進行させているが、完成している物は少ない。この状況を皮肉り、OFP: CWCプレイヤーの中にはMOD配布サイトを"美術館"(制作途中の画像ばかり公開する為)と呼ぶ物もいる。大作MODになる程この傾向が強く、プレイヤー達は悔しい思いをする事が多い。中でも、第二次世界大戦をテーマとするInvation 1944 (inv) は特にこの傾向が強かったMODで、初期の段階から4年半以上に亘って開発が続けられたものの、ようやく一定の成果物としてバグが残るアルファ版が公開されたのが続編のArmA: Armed Assaultの発売間際になってからで、しかもその後の製作は中止してしまうという状況であった。
MODの中には、既存の高品質なAddon（モデル・サウンド・エフェクト）をまとめ、デフォルトのユニットと置き換えるタイプのModもあり、これらの使用により新鮮なゲームを楽しむことも出来る。代償としてゲームが重くなる事が多く、通常のOFP: CWCが動くマシンでも恩恵に与れない場合がある。しかし、この置き換えMODによって、劣っているOFP: CWCのグラフィック面をあるレベルまで引き上げる事ができる点は評価すべきであろう。
また、上の定義からは外れるが、OFP: CWCのエフェクト面を強化するMODもある。Enhanced Configuration Project(ECP)が代表的なMODで、置き換えMODと違いユニットを置き換える事はしないが、OFP: CWCのエフェクト面、例えば爆発の火炎や曳光弾、街中の様子などをよりリアルにする。そのため、多くの置き換えMODのベースとして使用されている。前述の通りユニットを置き換えていないため、置き換えMODと比べて非常に軽いという大きなメリットを持っている。
殆どのAddon、Modは下記の外部リンクから入手できる。

### 主なMOD
| Battle Over Hokkaido       | 通称BOH。自衛隊を題材とした国産MOD。 |
| Ballastic Addon Studio     | 通称BAS。アメリカ軍を題材としたMOD。 |
| BWMod                      | ドイツ連邦軍を題材としたMOD。 |
| CSLA 2 Mod                 | チェコスロヴァキア軍を題材としたMOD。 |
| Finnish Defence Forces Mod | 通称FDF。フィンランド国防軍を題材としたMOD。また、2005年10月には第二次世界大戦当時の同軍を再現したAddonを含む FDF Mod v. 1.4: WW2が公開された。 |
| Invasion 1944              | 通称Inv。第二次世界大戦を題材としたMOD。プロジェクト中止。                                                                                      |
| Liberation 41-45           | 独ソ戦を題材としたMOD。 |
| Operation Frenchpoint      | 通称OFrP。フランス軍を題材としたMOD。 |
| Project UK Forces          | イギリス軍を題材としたMOD。 |
| Red Hammer Studios         | 通称RHS。東側諸国の兵器を再現したMOD。 |
| The Unsung                 | ベトナム戦争を題材としたMOD。 |
| US Civil War Mod           | 南北戦争を題材としたMOD。 |
| VME PLA Mod                | 中国人民解放軍を題材としたMOD。また、スクリプトを改良し、制圧射撃の再現を実現した。                                                             |
| RoC Mod                    | 中華民国軍を題材としたMOD。 |
| Swedish Force Pack         | スウェーデン軍を題材にしたMOD。 |

## イースターエッグなど
- 12月24日～25日にプレイすると、木がクリスマスツリーになるイースターエッグがある。
- ゲームに登場する各島はモデルがある。Kolgujev島はスペインのテネリフェ島、Everon島はクロアチアのクルク島、Malden島はギリシャのレフカス島である。

## 続編・移植の展開

### 民間
Operation Flashpoint: Elite - OFP: CWCのXbox版。イギリスで2005年10月28日に発売（アメリカでは2005年11月8日）、ゲームエンジン・グラフィックの強化が行われた。
ArmA: Armed Assault - OFP: CWCの開発元（デベロッパー）であるBohemia Interactive Studio (BIS) が、Operation Flashpoint: Eliteのエンジンを元にVBS1や他の新要素も加味して開発したWindows用新パッケージである（US版のタイトルはArmA: Combat Operations）。パブリッシャーを複数に変更して2006年11月から2007年5月にかけて発売された。このArmAは事実上のOperation Flashpoint 1.5であり、新しい時代背景・舞台で展開し、OFP: CWC特有のユニットやキャンペーン・ミッション等は含まれない（名称が変更されている理由は後述）。
ARMA 2 - BISではOFP: CWCの完全な続編という位置付けでGame 2と呼ばれるプロジェクトも進めていたが、こちらはARMA 2として2007年のGC (Games Convention) で発表された。ドイツ語圏（ドイツ・スイス・オーストリア）では先行して2009年5月29日にドイツ語版が発売、イギリスなどヨーロッパでは2009年6月19日に英語版が発売された。家庭用ゲーム機（Xbox 360とPlayStation 3と見られていた）版の発売も予定されていたがPC版のみの発売となった。
ARMA 3 - 2013年9月12日に発売されたシリーズ最新作。
Operation Flashpoint: Dragon Rising - OFP: CWCの発売元（パブリッシャー）であるCodemastersが、独自に開発したOFP: CWCの続編である。これには前作を開発したBISは関与しておらず、ゲームエンジンなどもCM製の新しいものを使用している。当初はOperation Flashpoint 2というタイトルで、開発はBISが担当、2003年のE3にて詳細発表、2004年後半発売という予定であったが、後に発表作品から取り下げられてしまった。その後、Operation Flashpoint 2: Dragon Risingというタイトル（後に「2」は消えた）でCodemastersによる独自開発が決まり、2008年のE3から情報が公開され、2009年10月にPC・PlayStation 3・Xbox 360版の発売が開始された。
Operation Flashpoint: Red River - Codemastersによる新OFPシリーズ第二弾。ゲームエンジンや開発チームについては前作であるOperation Flashpoint: Dragon Risingと同じものとなっている。2011年4月にEUで、2011年6月にUSで発売が開始され、2011年7月にPlayStation 3・Xbox 360日本語版の発売が開始された。

#### 名称について
BISの製作したARMAがOperation Flashpointを名乗れない理由は、正確には伝えられていない。一説には、OFP: CWCのパブリッシャーであったCodemastersと開発者であるBISの間に交わされていた契約が、万人向け・リアル系というゲーム路線の対立によって消滅してしまった為であるという。Operation Flashpointの商標をCodemastersが所持しているため、BISは新たにARMAの名称を使用し、パブリッシャーを複数に変更して続編を発表する運びとなった。因みにタイトルのARMAは、ラテン語で武器などを意味する「arma（アルマ）」から由来している。

#### ArmA: Cold War Assault
上記の通りBISとCodemastersの関係の変化により、Operation Flashpoint: Cold War Crisisと拡張パックについて、
長年微妙な扱いになってしまっていたが、OFP10周年を記念した動きの一つとして、Operation Flashpoint: Cold War CrisisとOperation Flashpoint: Resistanceを一つに纏め、7年振りとなる新バージョンとして名称を変更してリリースされたのがArmA: Cold War Assaultである。これにより、Operation Flashpoint: Cold War Crisis、Operation Flashpoint: Resistanceは正式にArmAシリーズの一員、初代となった形になる。ただし、注意点としてRed HammerキャンペーンはCodemasters制作であるためにこれには含まれない。

### 軍用
この作品は軍事用のシミュレータとしても利用されており、OFP: CWCをもとにして開発されたVBS1 (Virtual Battlespace 1) として、アメリカ軍・オーストラリア国防軍などで兵士の教育に用いられている。これは2001年後半にアメリカ海兵隊に最初に提供され、当初は軍事機関の顧客のみへの提供・販売であったが、2002年以降より本体に加え、各顧客機関向けに開発されたデータセットも一般ユーザーが購入する事が出来るようになっている。ただし、使用されているエンジンそのものはOFP: CWC本体と殆ど変わらない上に、あくまでトレーニングツールであるためにゲーム性は非常に薄い。また、VBS1の後継として、ArmAのエンジンを元に開発された新バージョンであるVBS2 (Virtual Battlespace 2) が2007年の4月に発売された。
その他にも、国防高等研究計画局 (DARPA) が出資しているトレーニングプロジェクトであるDARWARSにおいて、米国陸軍の車列護衛の練習用としてOFP: CWCを元に製作されたDARWARS Ambush!が用いられている。DARWARS Ambush!については、ユーザが制作したAddonやModが無断でシステムに組み込まれるという問題が起きたことがある。